# Paolo de la Haza
Paolo de la Haza (ur. 30 listopada 1983 w Limie) – peruwiański piłkarz występujący na pozycji pomocnika, reprezentant Peru.

## Kariera piłkarska

### Kariera klubowa
W latach 2002–2004 występował w Sport Boys, następnie od 2005 do 2007 w Cienciano. Został zauważony przez trenerów ukraińskiego Czornomorca Odessa i 23 lipca 2007 podpisał nowy, 3-letni kontrakt z ukraińską drużyną. W lutym 2009 jako wolny agent powrócił do Peru, gdzie został piłkarzem klubu Alianza Lima. We wrześniu 2009 został wypożyczony do Beitaru Jerozolima. W 2011 roku został zawodnikiem chińskiego Jiangsu Sainty.

### Kariera reprezentacyjna
W barwach Peru rozegrał 31 spotkań i zdobył 3 gole. Był członkiem kadry na Copa América 2007 w reprezentacji Peru.